# Наздогнати (фільм)
Наздогнати (англ. Caught Up) — американський трилер 1998 року.

## Сюжет
Ледве звільнившись з в'язниці, Деріл Аллен знову повертається у світ продажних копів, що повірили в свою безкарність наркоділків та здирників. Намагаючись вирвати Деріла з кримінального світу, його нова подруга Ванесса влаштовує його на роботу водієм. Здавалося б, життя налагоджується, але удача лише поманила своєю примарною посмішкою. Вантажем для перевезення виявляються наркотики, а шеф — колишнім коханцем Ванесси, могутнім наркобароном. Дерілові ще тільки належить відстояти своє місце в житті. А коли зворотного шляху немає, залишається лише два виходи: закривши очі на ненависть і підлість, прокладати собі дорогу, переступаючи через трупи, або отримати кулю в лоб.

## У ролях
- Бокім Вудбайн — Деріл
- Деймон Салім — Тріп
- Сінда Вільямс — Тріш / Ванесса
- Джеффрі Комбс — охоронець
- Шедрік Хантер мол. — Джером
- Тоні Тодд — ДЖейк
- Джозеф Ліндсі — Біллі Грімм
- Кліфтон Пауелл — Герберт / Френк Лоуден
- Джеріс Поіндекстер — Ларрі